# Can Serra (Castellfollit del Boix)
Can Serra és una obra del municipi de Castellfollit del Boix (Bages) inclosa en l'Inventari del Patrimoni Arquitectònic de Catalunya.

## Descripció
Es tracta d'una masia assentada sobre un promontori rocós que ha sofert nombroses transformacions i una recent restauració. El cos inicial és cobert a dues vessants i té a la façana principal una galeria adossada transformada recentment. A l'interior de l'edifici hi ha un celler cobert amb voltes de maó i un gran estable amb parets de pedra. A l'exterior, les cantonades són de carreus de pedra així com les llindes, els brancals de les obertures i el ràfec també ho són. Al mur lateral destaquen unes espitlleres a la planta baixa. Les obertures de la façana N no són originals. Al voltant de la masia s'hi troben altres dependències (coberts, premsa...).

## Història
Segons el propietari ja es coneix la seva existència el 1700, i sembla que havia estat un hostal.